# ناحیه اکستر، میشیگان
ناحیه اکستر (به انگلیسی: Exeter Township) یک منطقهٔ مسکونی در ایالات متحده آمریکا است که در شهرستان مونرو، میشیگان واقع شده‌است.
 ناحیه اکستر  ۳٬۹۶۸ نفر جمعیت دارد و ۱۹۳ متر بالاتر از سطح دریا واقع شده‌است.